# 大槍葦人
大槍 葦人（おおやり あしと、1974年8月25日 - ）は、日本のイラストレーター、漫画家、ゲームクリエイター、同人作家。別ペンネームとして「大槍蘆人」、「NOCCHI」等がある。

## 略歴
1990年代半ばから『コミックパピポ』などの成人誌にて成人向け漫画を執筆し始める。同時に自身のサークル「INKPOT」にてコミックマーケット等の同人誌即売会で同人誌の発表を続ける。「INKPOT」はコミックマーケットではいわゆる「壁サークル」と言われる人気サークルであった。
1999年に「NOCCHI」名義でドリームキャスト用ソフト『北へ。』のキャラクターデザインを担当したのち、2001年2月22日、ゲームメーカー「Littlewitch」を立ち上げる。
2002年12月30日、コミックマーケット63に参加。これを最後に自身の同人サークル「INKPOT」を解散させ、事実上同人作家としての活動をいったん終結した。当時、最後に発表した同人誌（「RETRO」）の中では、当時発表を続けていたオリジナルの漫画「黒姫」を完結させて同人活動に一区切りをつけたい、との旨が記されていたが、製作の遅れからそれは叶わなかった。なお、発表する事が出来なかった「黒姫」のプロットはゲームのストーリーとして使うことを示唆していた。また同人活動を終了させる理由として、ゲームの製作に集中したいということが同じ同人誌の中に記されていた。
2003年以降はLittlewitchとしてのゲームの製作に携わる。原画やキャラクターデザインなどの視覚的な面だけでなく、シナリオや監督などの演出面でも参加している。
2008年8月、コミックマーケット74において、新たなサークル「少女騎士団」として同人誌活動を再開した。
2020年10月、自身の作品をNFTにて出品。

## 作風
カラーイラストでは、時として主線（輪郭線）をはっきりと残さず、柔らかく儚い雰囲気を持つ絵が最大の特徴。また多くの場合、意図的に鉛筆線の表情を活かした、生々しさとでも言うべき独特の画風を持つ。初期のイラストには輪郭を太く強調した絵が多いが、現在は比較的細い線になった。
少女がキャラクターとして登場することが多く、2010年12月現在、Littlewitchで発表されたゲームのヒロインは全て少女であるか、もしくは少女を含む。
衣服・家具などのデザインにもこだわりを見せる。出版された同人誌の中には、人物が袖を通していない、洋服（主に少女服）だけのイラストを多数収録したものも数冊存在する。

## 作品

### ラフ画集
INKPOT  , 1994-2002
- betaGraph (1999-5-6 , ラフ画集)
- betaGraph 2 (2001-8-12 , 白詰草話 ラフ画集)
- Retro (2001-12-30 , ラフ画集)

LITTLEWITCH／MONOCHROMA , 2001-2009
- GIRLS AD2008 TOKYO (2003-8-15 , ラフ画集)
- RL製作手帳 (2007-1-26 , ロンド・リーフレット ラフ画集)
- betaGraph about PERIOD　(2007-8-17 , ピリオド ラフ画集)
- betaGraph 4 -all about at Littlewitch- (2008-8-15 , 企画本 ラフ画集)
- betaGraph 5 (2009-8-14 , シュガーコートフリークス ラフ画集)
- BETAGRAPH COLLECTION -大槍葦人ラフ画集総集編- (2010)

### 画集/原画集／ビジュアルファンブック
LITTLEWITCH／MONOCHROMA , 2001-2009
- 白詰草話 全原画集
- Quartett! 全原画集
- 少女魔法学リトルウィッチロマネスク 全原画集 (2005-09-22)
- 少女魔法学リトルウィッチロマネスク オフィシャルビジュアルファンブック (2006-01-20)
- リトルウィッチファンディスク 全原画集 & フルカラーイラスト集「FRAGMENTS」 (2006-8-11)
- ロンド・リーフレット 全原画集 (2007-07-27)
- ロンド・リーフレット　オフィシャルビジュアルファンブック (2007-07-27)
- ピリオド 全原画集 (2008-6-27)
- ピリオド オフィシャルビジュアルファンブック (2008-6-27)
- ピリオドSD 全原画集 & 公式ファンブック「SWEET SUITE」 (2009-1)
- 聖剣のフェアリース 全原画集 (2009-9-25)
- 聖剣のフェアリース オフィシャルビジュアルファンブック (2009-9-25)
- 大槍葦人自選画集 「LITTLE WORLD I」　(2007-09-28)
- 大槍葦人自選画集 「LITTLE WORLD PINK」
- 大槍葦人自選画集 「LITTLE WORLD 2」（2013-11-29）
- LITTLEWITCH AND OYARI ASHITO ART GALLERY 9 [NINE] フルカラーパンフレット (2010-3)
- Littlewitch 9th anniversary POTRAIT OF GIRLS 2010 (2010-5 B3ポートレート20枚)

その他
- NOCCHI作品集 「LITTLE WHITE」 北へ。FASHION BOOK (1999-07 メディアファクトリー)
- NOCCHI ART WORKS 「北へ。」 (2009-10-17 壽屋)
- PORTRAITS OF GIRLS 2001-2006  (2006 B3ポートレート20枚)
- 白詰草話公式設定資料集 "EPISODE OF THE CLOVERS" VISUAL BOOK (2002-10 笠倉出版社)
- Quartett! ビジュアルファンブック (2004-9-28 ソフトバンククリエイティブ)
- 大槍葦人画集 「Chronicle」限定版/通常版 (2009-12-22 壽屋)
- 英雄＊戦姫GOLD ビジュアルファンブック (2014年9月26日)

### ゲーム
レッド・エンタテインメント
- 北へ。White Illumination (nocchi名義 ドリームキャスト用ソフト)
- 北へ。Photo Memories (nocchi名義 ドリームキャスト用ソフト)
- 北へ。〜Diamond Dust〜 (nocchi名義 PlayStation 2用ソフト)
- 北へ。〜Diamond Dust + Kiss is Beginning.〜  (nocchi名義 PlayStation 2用ソフト)
- Dog of Bay (PlayStation 2用ソフト)

LITTLEWITCH
- 白詰草話 2002-07-05
- Quartett! 2004-04-/23
- 少女魔法学リトルウィッチロマネスク 2005-07-29
- リトルウィッチファンディスク ～ちいさな魔女の贈りもの～ 2006-4-28
- ロンド・リーフレット 2007-01-26
- ピリオド 2007-12-21
- 少女魔法学リトルウィッチロマネスク editio perfecta 2008-06-27
- ピリオド -SWEET DROPS- 2008-09-26
- 聖剣のフェアリース 2009-03-27
- シュガーコートフリークス 2010-01-29

天狐
- 英雄*戦姫 2012-03-30
- 英雄*戦姫GOLD 2014-03-28

成都西山居世游科技有限公司
- 少女咖啡枪 2016-11-17
- 双生视界：少女咖啡枪II（ガール・カフェ・ガン） 2019-9-20

FrontWing
- Lilac[1]

マシンチャイルド制作委員会
- マシンチャイルド[2]

### アニメ関連
- 『ローゼンメイデン』新アニメ版 第2話エンドカード
- 『アルスの巨獣』キャラクター原案[3]

### 挿絵
- 『密会〜アムロとララァ』 著：富野由悠季、角川スニーカー文庫
- 『小さな魔女と空飛ぶ狐』 著：南井大介、電撃文庫
- 『アリス・エクス・マキナ』シリーズ 著：伊吹契、星海社FICTIONS
- 『撃鉄の心臓』 著：てにをは、NOVEL 0
- 『限界超えの天賦（）は、転生者にしか扱えない －オーバーリミット・スキルホルダー－』 著：三上康明、富士見ファンタジア文庫

### 表紙・連載など
- 村上隆「黒田清輝へのオマージュ」シリーズ（KaiKai KiKi）
- 『monochromatic note』、月刊ニュータイプ
- 『アヴァロン日記』、月刊ニュータイプ
- 『雪白学園のゆかいな人々 土下座先生、その愛』、MUJINA
- コミックメガストアH 表紙
- モナリザプロジェクト、ミュゼフランセ
- ゲーム美姫 5 、久保書店
- ゲーム美姫 6 、久保書店
- つぼみ VOL.10 表紙 、芳文社